# Ци Хун
Ци Хун (кит. упр. 祁宏, пиньинь Qí Hóng; род. 3 июня 1976, Шанхай) — китайский футболист, атакующий полузащитник, выступал за сборную Китая. Известен выступлениями за «Шанхай Шэньхуа» и «Гуйчжоу Жэньхэ». 13 июня 2012 года был приговорён к пяти годам и шести месяцам тюрьмы за организацию договорных матчей.

## Клубная карьера
В профессиональном футболе дебютировал в 1995 году в «Шанхай Шэньхуа». И уже в первом сезоне, в возрасте 19 лет, сыграв в 14 матчах и забив 6 голов, стал чемпионом Лиги Цзя А. В следующем сезоне он крепко взял место в основе, сыграв 16 матчей и забив 4 гола, «Шеньхуа» не хватило немного чтобы подтвердить статус чемпионов Китая. За клуб провёл ещё 7 сезонов и выиграл Кубок Китайской футбольной ассоциации в 1998 году..
Переход в 2002 году в состав «Гуйчжоу Жэньхэ». Этот переход многих удивил, потому что «Жэньхэ» является главным соперником «Шэньхуа». В первом сезоне «Жэньхэ» занял 9-е место, а «Шеньхуа» — 12-е. Клубы несколько сезонов боролись между собой за титулы. В 2005 году Ци Хун перешёл в Шанхай Цзючэн из второго дивизиона. Карьеру завершил в 2006 году сыграв 6 матчей за «Шанхай Ляньчэн»
В 2007 году вместе со своим другом и напарником по сборной, Шен Си, занялся воспитанием китайской молодёжи, создав молодёжный клуб «Шанхай Лаки Стар».

## Карьера за сборную
После впечатляющих выступлений за «Шанхай Шэньхуа» Ци Хун был вызван в 1998 году в состав сборной Китая. За время пребывания в сборной его трио с напарниками из «Шанхая» Фань Чжии и Се Хуэй называли три мушкетера. Забил два важных гола в квалификации на чемпионат мира 2002 в ворота ОАЭ и Омана. Был включен в сборную на чемпионат мира 2002 в Южной Корее/Японии. Также был участником Кубка Азии 2000 года в Ливане.

## Достижения
- Чемпион Лиги Цзя-А: 1995
- Обладатель Кубка Китайской футбольной ассоциации: 1998